# 多梅尼科·莫尔迪尼
多梅尼科·莫尔迪尼（義大利語：Domenico Mordini，1898年4月7日—1948年3月12日），意大利男子帆船运动员。他曾代表意大利参加1936年夏季奥林匹克运动会帆船比赛，获得男子8米级金牌。